# Hwang Bo-kwan
Dans ce nom coréen, le nom de famille, Hwang, précède le nom personnel.
Hwang Bo-kwan (coréen : 황보관) (né le 1er mars 1965 à Daegu en Corée du Sud) est un footballeur international sud-coréen, qui évoluait au poste de milieu de terrain offensif, avant de devenir entraîneur.

## Biographie

### Carrière de joueur

#### Carrière en sélection
Avec l'équipe de Corée du Sud, il joue 36 matchs (pour 10 buts inscrits) entre 1988 et 1993. 
Il figure notamment dans le groupe des sélectionnés lors de la coupe du monde de 1990. Lors du mondial, il joue un match contre l'Espagne puis contre l'Uruguay.
Il participe également à la coupe d'Asie des nations de 1988, où il atteint la finale.

## Palmarès
Corée du Sud
- Coupe d'Asie des nations :
  - Finaliste : 1988.